# Bracca catadela
Bracca catadela är en fjärilsart som beskrevs av Turner 1917. Bracca catadela ingår i släktet Bracca och familjen mätare. Inga underarter finns listade i Catalogue of Life.